# Hylaeus scintillans
Hylaeus scintillans är en biart som först beskrevs av Cockerell 1922.  Hylaeus scintillans ingår i släktet citronbin, och familjen korttungebin. Inga underarter finns listade i Catalogue of Life.